# 194.ª Brigada Mixta (Ejército Popular de la República)
La 194.ª Brigada Mixta fue una unidad del Ejército Popular de la República creada durante la Guerra Civil Española. Desplegada en el frente de Extremadura, la unidad tuvo un papel poco relevante durante la contienda.

## Historial
La unidad fue creada el 22 de mayo de 1938, en Guadalix, a partir de fuerzas de recluta. Anteriormente una brigada asturiana había empleado esta numeración en el norte. La nueva 194.ª Brigada Mixta, que inicialmente estuvo encuadrada en la 53.ª División del XVII Cuerpo de Ejército, posteriormente pasaría a la 29.ª División del VI Cuerpo de Ejército. Para la jefatura de la brigada se designó al mayor de milicias Manuel de la Mata Serrano.
La falta de reservas supuso un grave contratiempo para la organización de la brigada, por lo que el mando republicano terminó echando mano de reclutas procedentes de las quintas de 1925 y 1926. Al finalizar el periodo de formación, la unidad quedó agregada a la 68.ª División, dentro de las reservas del Ejército de Extremadura.
El 13 de septiembre de 1938 la 194.ª BM relevó a la 43.ª Brigada Mixta en el sector de Belalcázar, pasando entonces a cubrir el sector del frente que iba desde Mataborracha hasta el camino que unía Belalcázar con la estación de ferrocarril. Con posterioridad sería reemplazada por la 191.ª Brigada Mixta, quedando situada en la zona de Belalcázar. El 28 de octubre relevó a la 193.ª Brigada Mixta en las posiciones cercanas a Castuera-Navalpino. Hasta el final de la contienda no tomó parte en operaciones militares de relevancia.

## Mandos
Comandantes
- Mayor de milicias Manuel de la Mata Serrano;
- Mayor de milicias Manuel Campos Cotero;

Comisarios
- Juan Parejo Flores;
- Luis de la Fuente;